# Adam Małysz
Adam Henryk Małysz [ˈadam ˈmawɨʃ] (Wisła, 3 december 1977) is een Pools voormalig schansspringer.
Małysz is viervoudig wereldkampioen, won viermaal de wereldbeker en won op de Olympische Spelen van Salt Lake City in 2002 zilver op de grote schans en brons op de kleine schans. In 2010 won Małysz zowel op de normale als op de grote schans het olympisch zilver.
Hij is in Polen ongekend populair en heeft zijn sport nog populairder gemaakt in Polen. Door zijn successen is de jeugd in groten getale gaan schansspringen.
Tijdens de wereldkampioenschappen schansspringen was hij de sterkste op de kleine schans in 2001, 2003 en 2007. Op de grote schans was hij dat in 2003.
Tijdens de winterseizoenen 2000/2001, 2001/2002, 2002/2003 en 2006/2007 werd Małysz winnaar van de wereldbeker. Met vier overwinningen is dit een record dat hij samen deelt met de Fin Matti Nykänen.
In totaal heeft Małysz 39 maal een wereldbekerwedstrijd gewonnen en stond hij 92 keer op het podium. Alleen Stefan Kraft (45), Matty Nykänen (46), en Gregor Schlierenzauer (53) hebben meer overwinningen op hun naam staan.
Het prestigieuze vierschansentoernooi won hij in 2001. In 2003 werd hij derde.
Hij heeft het Nordic Tournament drie keer (2001, 2003 en 2007) op zijn naam geschreven; een record. De tweede keer lukte dat zelfs door alle wedstrijden van het toernooi te winnen.
Małysz won 20 keer het nationaal kampioenschap, waarvan 10 keer op de normale en 10 keer op de grote schans.

## Olympische resultaten
| jaar + plaats       | individueel K-90 | individueel K-120 | landenwedstrijd K-120 |
| ------------------- | ---------------- | ----------------- | --------------------- |
| 1998 Nagano         | 51e              | 52e               | 8e                    |
| 2002 Salt Lake City | Brons            | Zilver            | 6e                    |
| 2006 Turijn         | 7e               | 14e               | 5e                    |
| 2010 Vancouver      | Zilver           | Zilver            |                       |

## Wereldkampioenschap, resultaten

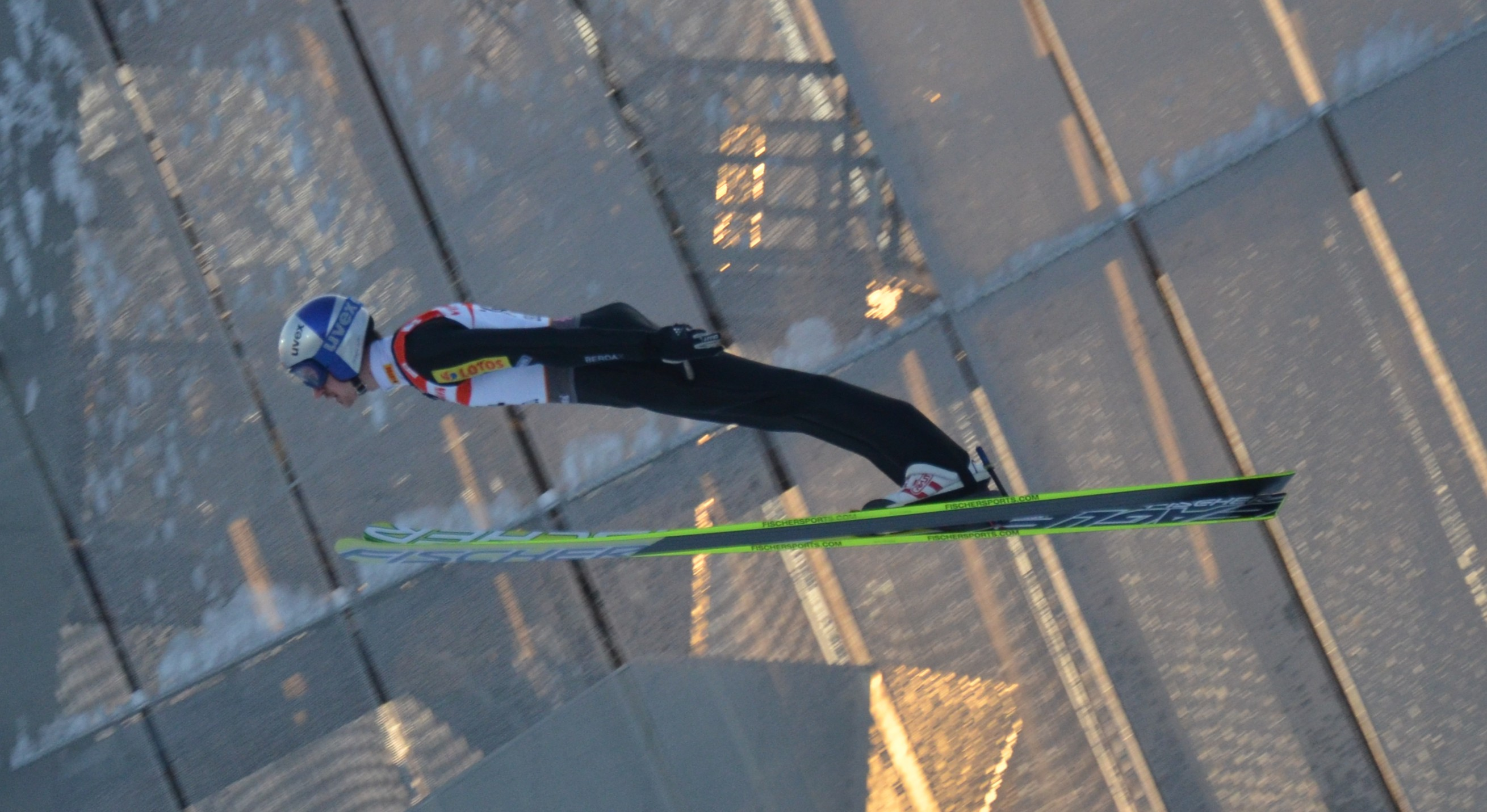
Adam Małysz tijdens de WK 2011

| jaar + plaats    | individueel K90 | individueel K120 |
| ---------------- | --------------- | ---------------- |
| 1995 Thunder Bay | 10e             | 11e              |
| 1997 Trondheim   | 14e             | 36e              |
| 1999 Ramsau      | 27e             | 37e              |
| 2001 Lahti       | 1e              | 2e               |
| 2003 Predazzo    | 1e              | 1e               |
| 2005 Oberstdorf  | 6e              | 11e              |
| 2007 Sapporo     | 1e              | 4e               |

| Logo van de Olympische Spelen | Goud | Zilver | Brons | Logo van de Olympische Spelen |
|                               | 0    | 3      | 1     |                               |